# Ordem de Miguel, o Valente
Ordem de Miguel, o Valente (em romeno, Ordinul Mihai Viteazul) é a mais alta honraria militar da Romênia, foi instituída em 1916 pelo rei Fernando I durante os primeiros estágios da campanha romena na primeira guerra mundial e concedida novamente na segunda guerra.
A ordem, que pode ser concedida como medalha individual ou uma condecoração a uma unidade, recebeu este nome em homenagem ao rei Miguel, o Valente (em romeno: Mihai Viteazul), príncipe da Valáquia no século XVI.
A ordem é concedida por atos de bravura ou heroísmo no campo de batalha e constituída por três graus:
- 1ª classe
- 2ª classe ou comendador
- 3ª classe ou cavaleiro

## Receptores
- Lista parcial

Romenos
- Ion Antonescu
- Miguel I da Romênia

Não-romenos
- Fedor von Bock
- Walther von Brauchitsch
- Karl Dönitz
- Hermann Göring
- Gerd von Rundstedt
- Friedrich Paulus
- Erich von Manstein
- Carl Gustaf Emil Mannerheim